# 江村洋
江村 洋（えむら ひろし、1941年8月6日 - 2005年11月3日）は、日本の比較文学・ドイツ文学者。
東京生まれ。1965年東京大学教養学部ドイツ分科卒、70年同大学院比較文学比較文化博士課程中退、同年「若き日のゲーテとヘルダー」でゲーテ賞を受賞、ドイツ留学。75年頃より東洋大学文学部助教授、教授。在職中に病床に伏しそのまま死去した。
歴史が専門ではないが、ハプスブルク家に関する一般向け読物の著者として人気がある。1990年の『ハプスブルク家』はロングセラーとなっている。平易で分かりやすい文章が特徴であった。

## 著書

### 単著
- 『中世最後の騎士――皇帝マクシミリアン一世伝』（中央公論社 1987年）
- 『ハプスブルク家』講談社現代新書 1990年）
- 『マリア・テレジアとその時代』（東京書籍 1992年）
- 『カール五世――中世ヨーロッパ最後の栄光』（東京書籍 1992年）
- 『ハプスブルク家の女たち』（講談社現代新書 1993年）
- 『フランツ・ヨーゼフ――ハプスブルク「最後」の皇帝』（東京書籍 1994年）
- 『ハプスブルク家史話』（東洋書林 1998年）

### 訳書
- アーダム・ヴァントルツカ『ハプスブルク家――ヨーロッパの一王朝の歴史』（谷沢書房 1981年）
- アン・ティツィア・ライティヒ『女帝マリア・テレジア』（谷沢書房 1984年）
- ゲオルク・マルクス『ハプスブルク夜話――古き良きウィーン』（河出書房新社 1992年）
- ジクリト＝マリア・グレーシング『ハプスブルク愛の物語――王冠に優る恋』（東洋書林 1999年）
- ジクリト＝マリア・グレーシング『ハプスブルク愛の物語――悲しみの迷宮』（東洋書林 1999年）